# Рита Герра
Рита Герра (Гуерра) (від народження мала ім'я Марія Ріта де Азеведо Мафра Гуерра 22 жовтня 1967) — португальська співачка. Представниця Португалії на конкурсі пісні Євробачення - 2003.

## Біографія
Народилася і виросла в Лісабоні, Португалія.
Вона вже давно змагалася у португальському національному відборі на конкурс «Євробачення». Вона вперше взяла участь у 1992 році в Національному фіналі. З піснею «Meu amor inventado em mim» вона посіла друге місце. У тому ж році виходить їхній перший альбом «Pormenores sem a mínima importância».
Нарешті, вона взяла участь у Євробаченні 2003 року, яке проходило в Ризі, Латвія. На відборі вона перемогла із піснею «Deixa-me sonhar (só mais uma vez)» серед трьох кращих пісень. На самому конкурсі Р.Герра посіла 22-ге місце із 13 очками. Риті було дуже важко співати цю ніч, бо за день до конкурсу помер її брат від раку.
Починаючи з 1989 року, Рита регулярно з'являється на сцені Casino do Estoril. Вперше вона вийшла на сцену казино разом з відомим бельгійським співаком Сальваторе Адамо.
Її дебютним альбомом став «Pormenores sem a mínima importância», записаний у 1992 році за участі знаменитого рок-співака та композитора Руї Велозо, а також музичного гурту «Таксі» (Taxi). Другим альбомом співачки став компакт-диск «День незалежності», що вийшов 1995 року. В ньому Рита співала лише англійською мовою. Наблизившись до етнічної музики в альбомі «Da Gama», Рита Герра отримала допомогу від маестро Педро Осоріо та Пауло де Карвальо — португальського представника на Євробаченні 1974 року. 2000 року, Рита і Бето, один з бек-вокалістів, випустили альбом під назвою «Desencontros».
Рита також регулярно співала у португальських саундтреках до відомих світових мультиплікаційних фільмів, таких як «Геркулес», «Король Лев», «Принц Єгипту», «Русалочка» та інші.
Рита вийшла заміж за поета і композитора-пісенника Паулу Мартінса. Він був також відповідальний за випуск студійного альбому під назвою «Рита», що вийшов 20 червня 2005 року.

## Дискографія
| Інформація про альбом |
| --- |
| Pormenores sem a minima importância - Дата випуску: 1992                                                                    |
| Дня Незалежності (Independence Days) - Вийшов: 1995                                                                         |
| Desencontros (Розбіжності) - Вийшов: 2000 - Інші: Бето - Сингли: «Brincando com o Fogo»                                     |
| Canções do Século (Пісні нашого століття) - Вийшов: - Інші: Хелена Вієйра та Лена Д'Агуа                                    |
| Рита - Вийшов: 2005 - Позиції в чартах: #1 PT - Сертифікація RIAA: 2х Платиновий - Сингли: «Chegar a Ti», «À Espera do Sol» |
| Рита (Спеціальне видання) - Вийшов: 2006 - Сингли: «Chegar a ti», «À Espera do Sol» «All Over Again (ft Ronan Keating)»     |